# غونار أسبلين
غونار أسبلين (بالسويدية: Gunnar Aspelin)‏ هو فيلسوف سويدي، ولد في 23 سبتمبر 1898 في Simrishamn Municipality ‏ في السويد، وتوفي بنفس المكان في 29 أغسطس 1977.